# Episodi di Robotboy (prima stagione)
La prima stagione della serie televisiva Robotboy è andata in onda nel Regno Unito dal 1 novembre 2005 all'8 marzo 2006.
| Nº  | Titolo originale            | Titolo italiano                | Prima TV UK      | Prima TV Italia   |
| --- | --------------------------- | ------------------------------ | ---------------- | ----------------- |
| 1a  | Dog-Ra                      | L'apparenza inganna            | 1 novembre 2005  | 27 febbraio 2006  |
| 1b  | War and Pieces              | Robotboy e il pezzo mancante   | 1 novembre 2005  | 1 marzo 2006      |
| 2a  | Constabot                   | Il robot di Costantine         | 2 novembre 2005  | 2 marzo 2006      |
| 2b  | Cleaning Day                | Giorno di pulizia              | 2 novembre 2005  | 5 marzo 2006      |
| 3a  | Teasebots                   | Un clone sensibile             | 3 novembre 2005  | 11 marzo 2006     |
| 3b  | Constantine Rising          | I tre anelli                   | 3 novembre 2005  | 19 marzo 2006     |
| 4a  | Metal Monster               | Un cronista d'assalto          | 4 novembre 2005  | 21 marzo 2006     |
| 4b  | Time Transmission           | Messaggi dal futuro            | 4 novembre 2005  | 1 aprile 2006     |
| 5a  | The Donnienator             | Donnie lo sterminatore         | 7 novembre 2005  | 13 aprile 2006    |
| 5b  | Halloween                   | Halloween                      | 7 novembre 2005  | 19 aprile 2006    |
| 6a  | Don't Fight It              | Un problema di aggressività    | 8 novembre 2005  | 23 aprile 2006    |
| 6b  | Kurt's Father               | Il padre di Kurt               | 8 novembre 2005  | 24 aprile 2006    |
| 7a  | Brother                     | Protoboy                       | 9 novembre 2005  | 27 aprile 2006    |
| 7b  | Roughing It                 | Avventura nella foresta        | 9 novembre 2005  | 1 maggio 2006     |
| 8a  | I Want That Toy             | Robotboy contro i giocattoli   | 10 novembre 2005 | 2 maggio 2006     |
| 8b  | Sweet Revenge               | Dolce vendetta                 | 10 novembre 2005 | 6 maggio 2006     |
| 9a  | Robot Love                  | Un robot innamorato            | 11 novembre 2005 | 14 maggio 2006    |
| 9b  | Brother Björn               | Fratello Bjorn                 | 11 novembre 2005 | 15 maggio 2006    |
| 10a | The Boy Who Cried Kamikazi  | Il potere congelante           | 14 novembre 2005 | 18 maggio 2006    |
| 10b | Christmas Evil              | Viaggio al Polo Nord           | 14 novembre 2005 | 21 maggio 2006    |
| 11a | Underwater                  | Un'esca speciale               | 15 novembre 2005 | 22 maggio 2006    |
| 11b | Kamikazi Nightmare          | L'incubo di Kamikazi           | 15 novembre 2005 | 24 maggio 2006    |
| 12a | Human Fist on Ice           | Il rapimento di Robotboy       | 16 novembre 2005 | 27 maggio 2006    |
| 12b | Robot Rebels                | La guerra dei robot            | 16 novembre 2005 | 28 maggio 2006    |
| 13a | Crying Time                 | Le lacrime di Tommy            | 17 novembre 2005 | 1 giugno 2006     |
| 13b | Runaway Robot               | Robot in fuga                  | 17 novembre 2005 | 4 giugno 2006     |
| 14a | Robotman                    | Robotman                       | 20 febbraio 2006 | 5 giugno 2006     |
| 14b | A Tale of Two Evil Geniuses | La storia di due geni del male | 20 febbraio 2006 | 3 luglio 2006     |
| 15a | Something About Stevie      | Premonizioni                   | 21 febbraio 2006 | 10 luglio 2006    |
| 15b | The Homecoming              | Ritorno a casa                 | 21 febbraio 2006 | 15 luglio 2006    |
| 16a | Kindergarten Kaos           | Una classe di cloni            | 22 febbraio 2005 | 20 luglio 2006    |
| 16b | Robot Girl                  | Robot Girl                     | 22 febbraio 2005 | 1 agosto 2006     |
| 17a | Bambi-Bot                   | Robot Bambi                    | 23 febbraio 2005 | 2 agosto 2006     |
| 17b | Double Tommy                | Il sosia di Tommy              | 23 febbraio 2005 | 5 agosto 2006     |
| 18a | Tether Tommy                | Il torneo di Tetherball        | 24 febbraio 2006 | 6 agosto 2006     |
| 18b | The Tune Up                 | Virus letale                   | 24 febbraio 2006 | 9 agosto 2006     |
| 19a | Shelf-Life                  | La principessa Giustine        | 27 febbraio 2006 | 12 agosto 2006    |
| 19b | The Babysitter              | L'agente Kalashnikov           | 27 febbraio 2006 | 15 agosto 2006    |
| 20a | The Manchurian Robot        | Scontro diplomatico            | 28 febbraio 2006 | 21 agosto 2006    |
| 20b | Door to Door                | Un attacco di gelosia          | 28 febbraio 2006 | 22 agosto 2006    |
| 21a | The Consultant              | Carenza di zucchero            | 1 marzo 2006     | 26 agosto 2006    |
| 21b | Feline Frenzy               | Furia felina                   | 1 marzo 2006     | 1 settembre 2006  |
| 22a | Attack of the Killer G-Men  | L'esercito di G-men            | 2 marzo 2006     | 2 settembre 2006  |
| 22b | Party Out of Bounds         | Il compleanno di Donnie        | 2 marzo 2006     | 5 settembre 2006  |
| 23a | Tummy Trouble               | Costantine innamorato          | 3 marzo 2006     | 10 settembre 2006 |
| 23b | Valentine's Day             | Il giorno di San Valentino     | 3 marzo 2006     | 16 settembre 2006 |
| 24a | Fight                       | Il combattimento               | 6 marzo 2006     | 19 settembre 2006 |
| 24b | Cast Iron Constantine       | Il film sui mostri             | 6 marzo 2006     | 1 ottobre 2006    |
| 25a | Kamispazi                   | La festa della mamma           | 7 marzo 2006     | 3 ottobre 2006    |
| 25b | Kami-Chameleon              | La trasformazione di Gus       | 7 marzo 2006     | 8 ottobre 2006    |
| 26a | Wrestling with Gus          | Incontro di Wrestling          | 8 marzo 2006     | 15 ottobre 2006   |
| 26b | Soothsayer                  | I nuovi insegnanti             | 8 marzo 2006     | 16 ottobre 2006   |